# Hymn Słowacji
Nad Tatrou sa blýska – hymn państwowy Słowacji.
Pieśń Nad Tatrou sa blýska powstała w 1844 r. podczas wyprawy bratysławskich studentów do Lewoczy. Tekst napisał Janko Matúška do słowackiej melodii ludowej Kopala studienku. Pieśń początkowo krążyła w ręcznych odpisach. Przyjęli ją słowaccy ochotnicy z 1848 r. i wydali drukiem 1851 r. W 1920 r. pierwsza zwrotka weszła w skład hymnu Czechosłowacji. 
Wariacja melodii znana jest w całych Karpatach, na Podhalu do dziś śpiewa się ją jako „Janosikową” („Idziē Janko lasēm”). 
Od 1993 r. dwie początkowe zwrotki stały się hymnem niepodległej Republiki Słowackiej.
Nad Tatrou sa blýska
Nad Tatrou sa blýska

hromy divo bijú. 

Zastavme ich bratia,

ved' sa ony stratia,

Slováci ožijú.

To Slovensko naše

posiaľ tvrdo spalo. 

Ale blesky hromu

vzbudzujú ho k tomu,

aby sa prebralo.
Nad Tatrami się błyska
Nad Tatrami błyska się

gromy dziko biją.

Wstrzymajmy je, bracia,

z pewnością przestaną,

Słowacy ożyją.

Ta Słowacja nasza

mocno do dziś spała.

Ale błyski gromu

krzyczą głośno do niej,

aby się zbudziła.
Piosenka miała kilka wariantów tekstu, jeszcze przed I wojną światową ukazała się zmieniona wersja, która weszła potem także w skład hymnu czechosłowackiego. W trzecim wersie od tej pory śpiewano: Zastavme sa bratia („Zatrzymajmy się, bracia”). Po powstaniu niezależnej Słowacji w 1993 r. słowa zmieniono na Zastavme ich bratia („Zatrzymajmy je, bracia”).
Pieśń po raz pierwszy została wydrukowana w 1851 r. pod tytułem Dobrovoľnícka.
Dobrovoľnícka
Nad Tatrou sa blíska, hromy divo bijú 

Zastavme jich braťja, veď sa ony straťja

Slováci ožiju 

To Slovensko naše dosjal tvrdo spalo 

Ale blesky hromu zbudzujú ho k tomu,

Aby sa prebralo 

Eště jedle rastú na kriváňskej straňe 

Kdo slovensky cítí, ňech sa šable chiťí

A medzi nás staňe 

Už Slovensko vstáva, puta si strháva 

Hej, rodina milá! hodina odbila

Žije matka Sláva

## Inne wersje językowe
W okresie międzywojennym, kiedy hymn Słowacji stanowił część hymnu Czechosłowacji, istniała też oficjalna niemiecka wersja językowa (nie jest ona dosłownym tłumaczeniem tekstu):
Ob der Tatra blitzt es,

Dröhnt des Donners Krachen

Doch der Stürme Wehen

wird gar bald vergehen

Brüder, wir erwachen!
Oficjalna węgierska wersja językowa z tego okresu:
Fenn a Tátra ormán villámok cikáznak,

Fenn a Tátra ormán villámok cikáznak,

Állj meg szlovák testvér, elmúlik a veszély népünk ébredez már.

Állj meg szlovák testvér, elmúlik a veszély népünk ébredez már.
Wersja polska, jako pełna z czterema zwrotkami, upowszechniona w 1946 roku (wówczas jako część Hymnu Czechosłowacji):
Nad Tatrą się błyska, gromy dziko biją,

Nad Tatrą się błyska, gromy dziko biją,

Hej powstańmy bracia, wszak się one stracą,

Słowacy ożyją!

Ta Słowacja nasza dotąd twardo spała,

Ta Słowacja nasza dotąd twardo spała,

Ale echa gromu wstrzęsły zręby domu,

Ona się zerwała.

Jeszcze jodły rosną na skalnym Krywanie,

Jeszcze jodły rosną na skalnym Krywanie,

Kto jak Słowak czuje, szablę niech ujmuje,

I pośród nas stanie!

Już Słowacja wstała, pęta swe przekrawa,

Już Słowacja wstała, pęta swe przekrawa,

Hej, ojczyzno miła, godzina wybiła,

Żyje matka Sława!